# Anja Straub
Anja Straub (ur. 26 lutego 1968 we Fryburgu Bryzgowijskim) – szwajcarska szpadzistka, dwukrotna medalistka mistrzostw świata.
Podczas mistrzostw świata w Denver w 1989 roku wywalczyła złoty medal w turnieju indywidualnym. Na podium wyprzedziła Ute Schäper z RFN i Włoszkę Annalisę Coltorti. Był to pierwszy w historii złoty medal dla Szwajcarii w tej konkurencji. Na tej samej imprezie Szwajcarki w składzie: Susanne Rompza, Isabelle Pentucci, Anja Straub, Gianna Bürki i Françoise Blum-Helbling zdobyły brązowy medal w turnieju drużynowym. Była też między innymi czwarta w zawodach drużynowych na mistrzostwach świata w Seulu w 1999 roku.
Nigdy nie wzięła udziału w igrzyskach olimpijskich.